# Liste der Baudenkmäler in Fürth/E
Diese Liste ist eine Teilliste der Liste der Baudenkmäler in Fürth. Grundlage der Liste ist die Bayerische Denkmalliste, die auf Basis des bayerischen Denkmalschutzgesetzes vom 1. Oktober 1973 erstmals erstellt wurde und seither durch das Bayerische Landesamt für Denkmalpflege geführt und aktualisiert wird. Die folgenden Angaben ersetzen nicht die rechtsverbindliche Auskunft der Denkmalschutzbehörde.
Dieser Teil der Liste beschreibt die denkmalgeschützten Objekte in folgenden Straßen:
- Engelhardtstraße
- Erlanger Straße
- Erlenstraße

## Engelhardtstraße
| Lage                           | Objekt                                         | Beschreibung | Akten-Nr.                          | Bild |
| ------------------------------ | ---------------------------------------------- | --- | ---------------------------------- | ---- |
| Engelhardtstraße 4 (Standort)  | Mietshaus                                      | Viergeschossiger traufseitiger Satteldachbau mit reich gegliederter Sandsteinfassade, Neubarock, von Fritz Walter, 1897/98 | D-5-63-000-181 Wikidata            | BW   |
| Engelhardtstraße 6 (Standort)  | Mietshaus                                      | Viergeschossiger Mansarddachbau mit Sandsteinfassade, Neurenaissance, von Leo Gran jr., 1885/86, Aufstockung und Mansarddach von Adam Egerer, 1898; bauliche Gruppe mit Engelhardtstraße 8                                                            | D-5-63-000-182 Wikidata            | BW   |
| Engelhardtstraße 8 (Standort)  | Mietshaus                                      | Dreigeschossiger Mansarddachbau mit Sandsteinfassade und Konsoltraufgesims, Neurenaissance, von Leo Gran junior, 1885/86 Rückgebäude, zweigeschossiger, verputzter Sandsteinbau mit Mansarddach, gleichzeitig; bauliche Gruppe mit Engelhardtstraße 6 | D-5-63-000-1749 Wikidata           | BW   |
| Engelhardtstraße 20 (Standort) | Ehemalige Milchgaststätte, jetzt Stadtparkcafé | Siehe Stadtpark | D-5-63-000-1326 zugehörig Wikidata | BW   |

## Erlanger Straße
| Lage                                | Objekt                              | Beschreibung | Akten-Nr.                | Bild                 |
| ----------------------------------- | ----------------------------------- | --- | ------------------------ | -------------------- |
| Erlanger Straße 2 / 4 (Standort)    | Mietshaus in Ecklage                | Viergeschossiger Satteldachbau mit Rohbacksteinfassade mit rustiziertem Sandsteinerdgeschoss, -gliederungen und Erker an der abgeschrägten Ecke, Neurenaissance, von Fritz Walter, 1897/98 | D-5-63-000-183 Wikidata  | Mietshaus in Ecklage |
| Erlanger Straße 6 (Standort)        | Mietshaus                           | Dreigeschossiger Mansarddachbau mit Rohbacksteinfassade mit rustiziertem Sandsteinerdgeschoss und -gliederungen, Neurenaissance, von Georg Kißkalt, 1889; bauliche Gruppe mit Erlanger Straße 8/10/12/14/16/18/20 | D-5-63-000-184 Wikidata  | Mietshaus            |
| Erlanger Straße 7 (Standort)        | Mietshaus                           | Zweigeschossiger Mansarddachbau mit Backsteinfassade mit Sandsteinerdgeschoss und -gliederungen sowie Zwerchhaus, Neurenaissance, von Moritz Haubrich, 1887 | D-5-63-000-185 Wikidata  | Mietshaus            |
| Erlanger Straße 8 (Standort)        | Mietshaus                           | Dreigeschossiger Mansarddachbau mit verputzter Backsteinfassade mit rustiziertem Sandsteinerdgeschoss, Neurenaissance, von Georg Kißkalt, 1889; bauliche Gruppe mit Erlanger Straße 6/10/12/14/16/18/20 | D-5-63-000-186 Wikidata  | Mietshaus            |
| Erlanger Straße 9 (Standort)        | Mietshaus                           | Zweigeschossiger Mansarddachbau mit Backsteinfassade mit Sandsteinerdgeschoss und -gliederungen, Neurenaissance, von Paulus Weber, 1888 | D-5-63-000-187 Wikidata  | Mietshaus            |
| Erlanger Straße 10 / 12a (Standort) | Mietshaus                           | Viergeschossiger, traufseitiger Satteldachbau mit Rohbacksteinfassade mit rustiziertem Sandsteinerdgeschoss und -gliederungen, Neurenaissance, von Ludwig Hansl, 1907 Rückgebäude, zweigeschossiger Rohbacksteinbau mit Mansarddach, von Georg Kißkalt, 1890; bauliche Gruppe mit Erlanger Straße 6/8/12/14/16/18/20 | D-5-63-000-188 Wikidata  | Mietshaus            |
| Erlanger Straße 11 (Standort)       | Mietshaus                           | Dreigeschossiger Mansarddachbau mit Backsteinfassade mit rustiziertem Sandsteinerdgeschoss und -gliederungen, Neurenaissance, von Rieder, 1889 | D-5-63-000-189 Wikidata  | Mietshaus            |
| Erlanger Straße 12 (Standort)       | Mietshaus                           | Dreigeschossiger Mansarddachbau mit Rohbacksteinfassade mit Sandsteinerdgeschoss und -gliederungen, Giebel- und Spitzhelmgauben, Neurenaissance, von Adam Egerer, 1896/97; bauliche Gruppe mit Erlanger Straße 6/8/10/14/16/18/20 | D-5-63-000-190 Wikidata  | Mietshaus            |
| Erlanger Straße 14 (Standort)       | Mietshaus                           | Dreigeschossiger Mansarddachbau mit Rohbacksteinfassade mit rustiziertem Sandsteinerdgeschoss und -gliederungen, Neurenaissance, von Georg Kißkalt, 1893/94; bauliche Gruppe mit Erlanger Straße 6/8/10/12/16/18/20 | D-5-63-000-1835 Wikidata | Mietshaus            |
| Erlanger Straße 16 (Standort)       | Mietshaus                           | Dreigeschossiger Mansarddachbau mit Rohbacksteinfassade mit rustiziertem Sandsteinerdgeschoss, -gliederungen und gusseiserner Ladenfront, Neurenaissance, von Adam Egerer, 1894/95; bauliche Gruppe mit Erlanger Straße 6/8/10/12/14/18/20 | D-5-63-000-1836 Wikidata | Mietshaus            |
| Erlanger Straße 17 (Standort)       | Mietshaus                           | Viergeschossiger Mansarddachbau mit leicht geknickter Sandsteinfassade mit Rundbogenfries, im Neu-Nürnberger-Stil, von Heinrich Bayer, 1897 | D-5-63-000-191 Wikidata  | Mietshaus            |
| Erlanger Straße 18 (Standort)       | Mietshaus                           | Dreigeschossiger Mansarddachbau mit Rohbacksteinfassade mit rustiziertem Sandsteinerdgeschoss und -gliederungen, Neurenaissance, von Adam Egerer, 1894/95; bauliche Gruppe mit Erlanger Straße 6/8/10/12/14/16/20 | D-5-63-000-192 Wikidata  | Mietshaus            |
| Erlanger Straße 19 (Standort)       | Mietshaus                           | Viergeschossiger Mansarddachbau mit Sandsteinfassade, Erker und großem Zwerchhaus mit Schweifgiebel, Neurenaissance, von Adam Egerer, bezeichnet „1903“ | D-5-63-000-193 Wikidata  | weitere Bilder       |
| Erlanger Straße 20 (Standort)       | Mietshaus                           | Dreigeschossiger Mansarddachbau mit Backsteinfassade mit Sandsteingliederungen, Neurenaissance, von Adam Egerer, 1898, Erdgeschoss erneuert; bauliche Gruppe mit Erlanger Straße 6/8/10/12/14/16/18 | D-5-63-000-194 Wikidata  | Mietshaus            |
| Erlanger Straße 22 (Standort)       | Mietshaus in Ecklage                | Viergeschossiger Mansarddachbau mit Sandsteinfassade, zwei Erkern mit Eisenbalkonbrüstung und Schweifgiebel über der abgeschrägten Ecke, Jugendstil, von Ebert und Müller, 1907/08 | D-5-63-000-1663 Wikidata | Mietshaus in Ecklage |
| Erlanger Straße 24 (Standort)       | Mietshaus                           | Viergeschossiger, traufseitiger Satteldachbau mit Sandsteinfassade, Mittelerker mit Eisenbalkonbrüstung, Zwerchhaus mit Volutengiebel und ausgebautem Fachwerkdachgeschoss, im Neu-Nürnberger-Stil, von Peter Köhler, 1900 | D-5-63-000-195 Wikidata  | Mietshaus            |
| Erlanger Straße 26 (Standort)       | Mietshaus                           | Viergeschossiger Mansarddachbau mit Sandsteinfassade und Dachgauben, im Neu-Nürnberger-Stil, von Peter Köhler, 1900 | D-5-63-000-196 Wikidata  | Mietshaus            |
| Erlanger Straße 28 / 28b (Standort) | Mietshaus                           | Viergeschossiger Mansarddachbau mit Backsteinfassade mit Sandsteinerdgeschoss und -gliederungen und seitlichen Zwerchhäusern mit gesprengten Segmentgiebeln, Neurenaissance, von Fritz Walter, 1900 Rückgebäude, erdgeschossiger Putzbau mit Mansarddach, gleichzeitig | D-5-63-000-197 Wikidata  | Mietshaus            |
| Erlanger Straße 30 (Standort)       | Mietshaus                           | Dreigeschossiger Mansarddachbau mit Backsteinfassade mit rustiziertem Sandsteinerdgeschoss und -gliederungen und Schnitzgauben, Neurenaissance, von Fritz Walter, 1889/90 Remise im Hof, eineinhalbgeschossiger Backsteinbau mit Pultdach, Fachwerkobergeschoss und Aufzugsgaube, gleichzeitig | D-5-63-000-198 Wikidata  | Mietshaus            |
| Erlanger Straße 34 (Standort)       | Mietshaus in Ecklage                | Dreigeschossiger Rohbacksteinbau mit Sandsteingliederungen und Mansardwalmdach, Neurenaissance, wohl von Fritz Walter, 1897; bauliche Einheit mit Eckhaus Erlanger Straße 36 | D-5-63-000-199 Wikidata  | BW                   |
| Erlanger Straße 35 (Standort)       | Mietshaus                           | Viergeschossiger, traufseitiger Satteldachbau mit Putzfassade mit Lisenengliederung und Stuckdekor und rustiziertem Sandsteinerdgeschoss mit figürlichen Reliefs am Portal, historisierend mit Jugendstil-Anklängen, von Carl Nadler, 1913 | D-5-63-000-200 Wikidata  | weitere Bilder       |
| Erlanger Straße 36 (Standort)       | Mietshaus in Ecklage                | Dreigeschossiger Rohbacksteinbau mit Sandsteingliederungen und Mansarddach, Neurenaissance, wohl von Fritz Walter, 1899; bauliche Einheit mit Eckhaus Erlanger Straße 34 | D-5-63-000-201 Wikidata  | Mietshaus in Ecklage |
| Erlanger Straße 44 (Standort)       | Mietshaus                           | Dreigeschossiger Mansarddachbau mit Rohbacksteinfassade mit Sandsteingliederungen, Neurenaissance, von Karl Gran junior, 1899 | D-5-63-000-202 Wikidata  | BW                   |
| Erlanger Straße 50 (Standort)       | Ehemaliges Wohn und Comptoirgebäude | Zweigeschossiger, traufseitiger Sandsteinquaderbau mit Satteldach, Mittelrisalit mit Flachgiebel und gusseisernem Vordach an der Südseite, spätklassizistisch, von Evora und Meyer, 1869, um 1897 hierher versetzt | D-5-63-000-204 Wikidata  | BW                   |
| Erlanger Straße 58 (Standort)       | Mietshaus in Ecklage                | Dreigeschossiger Mansarddachbau mit Rohbacksteinfassade, Sandsteinerdgeschoss und -gliederung, Neurenaissance, von Fritz Seiler, 1897 | D-5-63-000-205 Wikidata  | BW                   |
| Erlanger Straße 65/67 (Standort)    | Mietshausgruppe                     | Achsensymmetrischer, viergeschossiger und traufseitiger Satteldachbau mit Rohbacksteinfassade mit Sandsteinerdgeschoss und -gliederungen, ausgebautem Fachwerkdachgeschoss und Zwerchgiebeln, Neurenaissance, von Sebastian Niedermeier, Nr. 67 bezeichnet „1899“ | D-5-63-000-206 Wikidata  | weitere Bilder       |
| Erlanger Straße 71 (Standort)       | Mietshaus                           | Viergeschossiger, traufseitiger Satteldachbau mit Sandsteinfassade mit rustiziertem Erdgeschoss, ausgebautem und verputztem Fachwerkdachgeschoss und Zwerchhaus mit Ziergiebel, im Neu-Nürnberger-Stil, von Carl Frank und Karl Gran, 1902; bauliche Gruppe mit Erlanger Straße 73/75/77/79 | D-5-63-000-207 Wikidata  | weitere Bilder       |
| Erlanger Straße 73 (Standort)       | Mietshaus                           | Viergeschossiger, traufseitiger Satteldachbau mit Sandsteinfassade mit rustiziertem Erdgeschoss, ausgebautem Fachwerkdachgeschoss und Zwerchhaus mit Ziergiebel, im Neu-Nürnberger-Stil, von Evora und Meyer, 1900; auliche Gruppe mit Erlanger Straße 71/75/77/79 | D-5-63-000-1831 Wikidata | weitere Bilder       |
| Erlanger Straße 75 (Standort)       | Mietshaus                           | Viergeschossiger, traufseitiger Satteldachbau mit Sandsteinfassade mit rustiziertem Erdgeschoss, ausgebautem Fachwerkdachgeschoss und Schnitzzwerchhäusern mit Spitzhelmen, im Neu-Nürnberger-Stil, von Evora und Meyer, 1900; bauliche Gruppe mit Erlanger Straße 71/73/77/79 | D-5-63-000-1832 Wikidata | weitere Bilder       |
| Erlanger Straße 77 (Standort)       | Mietshaus                           | Viergeschossiger, traufseitiger Satteldachbau mit Sandsteinfassade mit rustiziertem Erdgeschoss, ausgebautem Fachwerkdachgeschoss und Zwerchhaus mit Ziergiebel, im Neu-Nürnberger-Stil, von G. Lampert, 1902/03; bauliche Gruppe mit Erlanger Straße 71/73/75/79 | D-5-63-000-1833 Wikidata | Mietshaus            |
| Erlanger Straße 79 (Standort)       | Mietshaus in Ecklage                | Viergeschossiger Satteldachbau mit Sandsteinfassade, ausgebautem und verputztem Fachwerkdachgeschoss, Eckzwerchhaus und Bodenerker an der abgeschrägten Ecke, Neurenaissance, von Adam Egerer, 1899–1902; bauliche Gruppe mit Erlanger Straße 71/73/75/77 | D-5-63-000-1834 Wikidata | Mietshaus in Ecklage |
| Erlanger Straße 81 (Standort)       | Ehemalige Essigfabrik               | Wohngebäude, freistehender, zweigeschossiger Sandsteinquaderbau mit Walmdach und Walmdachzwerchhaus, klassizistisch, wohl zweites Viertel 19. Jahrhundert Seitentrakt, wohl ehemaliges Stallgebäude, zweiflügeliger, ein- bis zweigeschossiger Sandsteinquaderbau mit Satteldach, gleichzeitig Ehemaliges Fabrikgebäude, zweiflügeliger, zweigeschossiger Sandsteinquaderbau mit Satteldach und Gurtgesims, von Caspar Gran, 1860 | D-5-63-000-208 Wikidata  | weitere Bilder       |
| Erlanger Straße 97 (Standort)       | Städtischer Friedhof                | 1878/81 angelegt, eingeweiht am 29. Dezember 1881, mit zahlreichen Grabmälern des 19./20. Jahrhunderts Versammlungshalle, erdgeschossiger, traufseitiger Sandsteinbau mit Satteldach und Arkadenvorhalle in von Dreiecksgiebel bekröntem Mittelrisalit, Neurenaissance, von Simon Vogel und Josef Bleschart, 1881 Leichenhalle, erdgeschossiger, traufseitiger Sandsteinbau mit Satteldach und Mittelrisalit mit Dreiecksgiebel, Neurenaissance, von Simon Vogel und Josef Bleschart, 1881 Kruzifix mit Corpus, Gusseisen, Corpus Kupferblech getrieben, 1861, 1891 vom Alten Friedhof hierher transferiert Alte Leichenhalle, erdgeschossiger, traufseitiger Sandsteinbau mit Satteldach, Rundbogenfries und flachgiebeligem Mittelrisalit mit Arkadenvorhalle und polygonaler Apsis an der Nordseite, neuromanisch, von Albert Frommel, bezeichnet „1855“, 1897 vom Alten Friedhof hierher transferiert Bedürfnisanstalt, erdgeschossiger Walmdachbau in Sandstein und Putz, historisierend, von Otto Holzer, 1907 Evangelistenbrunnen, oktogonales Steinbassin mit mittiger Brunnensäule mit Reliefs der vier Evangelistensymbole, von Otto Holzer und Josef Köpf, 1905 Einfriedung an der Süd- und Ostseite, Sandsteinquadermauer mit Hauptportal an der Erlanger Straße aus vier Sandsteinpfeilern mit Gittertor und zweisäuligem Ädikulaportal aus Sandstein mit Stadtwappen im Segmentgiebel an der Mauerstraße, gleichzeitig, Ädikulaportal bezeichnet „1881“ | D-5-63-000-209 Wikidata  | weitere Bilder       |
| Erlanger Straße 99 (Standort)       | Neuer Israelitischer Friedhof       | 1901/02 angelegt, 1906 eröffnet, mit Grabdenkmälern der ersten Hälfte des 20. Jahrhunderts Trauerhalle, erdgeschossiger. traufseitiger Sandsteinbau mit Satteldach und Mittelrisalit mit Blendportikus und Freitreppe, klassizistische Neurenaissance, von Adam Egerer, gleichzeitig Kriegerdenkmal für 1914/18 mit Mahnmal für die jüdischen Opfer des Nationalsozialismus, konkave Kalksteinwand mit Inschrifttafeln, von Arch. Maier, 1923, Mahnmal von Max Seufert, 1949 Einfriedung an der Erlanger Straße, Sandsteinquadermauer und Pfeilerportal mit Gittertor, gleichzeitig | D-5-63-000-210 Wikidata  | weitere Bilder       |

## Erlenstraße
| Lage                                 | Objekt         | Beschreibung | Akten-Nr.               | Bild           |
| ------------------------------------ | -------------- | --- | ----------------------- | -------------- |
| Erlenstraße 1 / 3 / 5 (Standort)     | Mietshauszeile | Viergeschossiger Satteldachbau in verschiedenfarbigem Backstein mit Sandsteingliederungen, Neurenaissance, von Georg Kißkalt, 1898/99 Zugehörig Toreinfahrt, Sandsteinpfeiler mit Backsteinmauer und Eisengittertor, gleichzeitig; Mittelteil einer vier parallele Zeilen umfassenden, einheitlichen Arbeiter-Wohnanlage; siehe auch Bogenstraße 14/15/16 und Denglerstraße 2/4/6 | D-5-63-000-1712         | BW             |
| Erlenstraße 2 / 4 / 6 / 8 (Standort) | Mietshauszeile | Viergeschossiger Satteldachbau in verschiedenfarbigem Backstein mit Sandsteingliederungen, Neurenaissance, von Georg Kißkalt, 1898/99 Zugehörig Toreinfahrt, Sandsteinpfeiler mit Backsteinmauer und Eisengittertor, gleichzeitig; Mittelteil einer vier parallele Zeilen umfassenden, einheitlichen Arbeiter-Wohnanlage; siehe auch Bogenstraße 14/15/16 und Denglerstraße 2/4/6 | D-5-63-000-211 Wikidata | Mietshauszeile |

## Espanstraße
| Lage                      | Objekt     | Beschreibung | Akten-Nr.       | Bild |
| ------------------------- | ---------- | --- | --------------- | ---- |
| Espanstraße 81 (Standort) | Gartenhaus | eingeschossiger Fachwerkbau mit Satteldach, an der Westseite Vorbau in Fachwerk, malerischer Historismus, Pläne Leonhard Sixt, Ausführung Georg Beer, 1908 | D-5-63-000-2127 | BW   |